# Quái thú vô hình: Vùng đất chết chóc
Quái thú vô hình: Vùng đất chết chóc (tên tiếng Anh: Predator: Badlands) là bộ phim hành động khoa học viễn tưởng của Hoa Kỳ thuộc thương hiệu phim Predator. Đây là phần phim thứ bảy trong dòng phim chính và đồng thời là phần phim thứ chín của tổng thể các phần phim. Phim được đạo diễn bởi Dan Trachtenberg và kịch bản do Trachtenberg và Patrick Aison cùng chấp bút với sự tham gia diễn xuất chính của Elle Fanning và Dimitrius Schuster-Koloamatangi.
Quái thú vô hình: Vùng đất chết chóc được công chiếu tại các rạp ở Hoa Kỳ vào ngày 7 tháng 11, 2025 và do 20th Century Studios phát hành.
Predator: Badlands is scheduled to be theatrically released in the United States on November 7, 2025, by 20th Century Studios.

## Tiền đề
Trong tương lai ở một hành tinh xa xôi nọ, một Predator trẻ tuổi, kẻ bị chủng tộc ruồng bỏ, đã bất đắc dĩ liên minh phải liên minh với Thia để bắt đầu một hành trình đầy nguy hiểm cùng nhau và tìm ra kẻ thù cuối cùng.— The Walt Disney Company

## Diễn viên
- Elle Fanning thủ vai Thia, một thực thể robot nhân tạo được tạo ra bởi Weyland-Yutani[2]
- Dimitrius Schuster-Koloamatangi thủ vai Dek, một Predator trẻ tuổi đã bị ruồng bỏ vì là một sinh vật yếu đuối của bầy[3]

## Quảng bá
Vào tháng 6 năm 2025, đã có thông tin về việc Quái thú vô hình: Vùng đất chết chóc được công bố tại buổi giới thiệu ở Hội trường H tại sự kiện San Diego Comic-Con vào cuối năm đó.

## Phát hành
Quái thú vô hình: Vùng đất chết chóc được công chiếu tại các rạp ở Hoa Kỳ vào ngày 7 tháng 11 năm 2025 bao gồm cả hai định dạng RealD 3D và IMAX.

## Tương lai
Dan Trachtenberg đã tuyên bố rằng anh đã có ý định thực hiện chuỗi ba phần phim thuộc Predator sau sự thành công của bộ phim Prey; và điều này cũng còn phụ thuộc vào sự thành công của Quái thú vô hình: Vùng đất chết chóc, anh đã có kế hoạch sẽ đạo diễn cho các phần tiếp theo.